# Benjamin Dyball

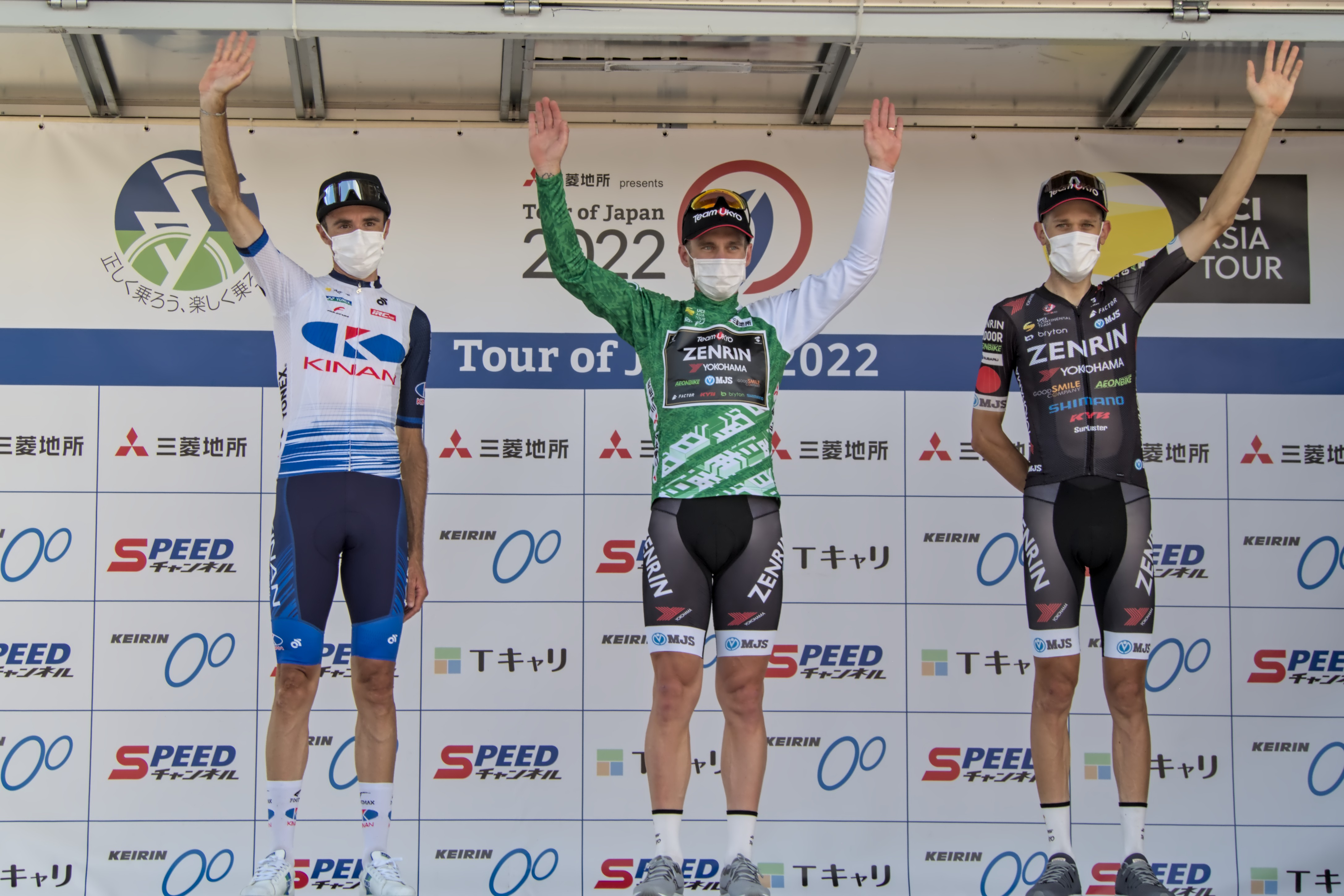
Benjamin Dyball (r.) als Zweiter der Japan-Rundfahrt 2022

Benjamin Dyball (* 20. April 1989 in Blacktown City) ist ein australischer Radrennfahrer.

## Sportliche Laufbahn
Benjamin Dyball gewann 2009 eine Etappe bei der Tour of Bright. Im nächsten Jahr war er bei einem Teilstück der Canberra Tour erfolgreich, wo er auch die Gesamtwertung für sich entscheiden konnte. Außerdem gewann er das Eintagesrennen Stratford-Dargo und erneut eine Etappe bei der Tour of Bright. 2011 fuhr Dyball für das australische Team Jayco-AIS. In seinem ersten Jahr dort wurde er nationaler Meister im Straßenrennen der U23-Klasse.
2013 sowie 2017 errang Dyball bei den Ozeanienmeisterschaften jeweils Silber im Einzelzeitfahren, 2016 gewann er Bronze. 2018 siegte er in den Gesamtwertungen der Tour of Thailand und der Banyuwangi Tour de Ijen. Im März 2019 wurde er zweifacher Ozeanienmeister, im Straßenrennen sowie im Einzelzeitfahren. Im selben Jahr gewann er die Gesamtwertung der Tour de Langkawi sowie den  Prolog der Tour de Tochigi und jeweils eine Etappe der Tour of Qinghai Lake und der Tour d’Indonesia. Im Mai 2022 gewann er eine Etappe der Tour of Japan und belegte Rang zwei in der Gesamtwertung dieser Rundfahrt.

## Erfolge
2011
- Australischer Meister – Straßenrennen (U23)

2013
- Ozeanienmeisterschaft – Einzelzeitfahren
- eine Etappe Tour of Japan

2016
- Ozeanienmeisterschaft – Einzelzeitfahren

2017
- Ozeanienmeisterschaft – Einzelzeitfahren

2018
- Gesamtwertung, Bergwertung und eine Etappe Tour of Thailand
- eine Etappe Tour of Siak
- Gesamtwertung, Bergwertung und eine Etappe Banyuwangi Tour de Ijen

2019
- Ozeanienmeister – Straßenrennen, Einzelzeitfahren
- Prolog Tour de Tochigi
- Gesamtwertung und eine Etappe Tour de Langkawi
- eine Etappe Tour of Qinghai Lake
- eine Etappe Tour d’Indonesia

2022
- eine Etappe Tour of Japan
- Gesamtwertung und eine Etappe Tour of Taiwan

2024
- Ozeanienmeisterschaften – Einzelzeitfahren

## Grand Tour-Platzierungen
| Grand Tour            | 2020 | 2021 | 2022 |
| --------------------- | ---- | ---- | ---- |
| Giro d’ItaliaGiro     | –    | –    | –    |
| Tour de FranceTour    | –    | –    | –    |
| Vuelta a EspañaVuelta | 130  | –    | –    |